# 奇跡の詩人
『奇跡の詩人』（きせきのしじん）は、2002年4月28日にNHKの『NHKスペシャル』で放送されたドキュメンタリー番組。正式名称は「奇跡の詩人 〜11歳 脳障害児のメッセージ〜」である。
重度の脳障害を抱えながら、文字盤を指すことによる執筆活動で、人々の反響をよんでいた少年（以下、全て当時）・日木流奈（ひき るな）をとりあげた番組である。その番組内容について視聴者から批判があり、後にNHKが釈明番組を放送する事態となった。

## 概要
1990年の出生時より先天性腹壁破裂を抱えて手術するも、低酸素性虚血性脳症の後遺症により脳障害を持つに至った横浜市在住の少年、日木流奈を取り上げた。日木は3歳になった1993年より、アメリカ発の民間リハビリ療法であるドーマン法（人間能力開発研究所を創設したグレン・ドーマンによって考案されたためこの名がある）を受け、知能を回復したとされる。ドーマン法に導入されていたファシリテイテッド・コミュニケーション（Facilitated Communication: FC）の訓練を受け、文字盤にある文字を（母・千史の補助によって）指すことで、他者とのコミュニケーションが可能となったとされている。重度障害を持つ子どもがリハビリを毎日続け、ファシリテイテッド・コミュニケーション法を用いて執筆した詩を書籍として出版したり、番組放送前の2002年3月まで講演活動も行ったりすることで、多くの読者・聴衆に反響を与えることができたのは、ドーマン法の成果であると紹介された。

## 問題点および視聴者の反応
番組内では、日木が指したい文字を母親が読み取り、それに応じた手の動きを感知して文字盤の上の文字を高速で読み取り、それを口述できるとされた。しかし、この番組を視聴した視聴者の間で、母親が息子の手を持って文字盤を指している場面で、文字を指す日木の手と、文字盤を持つ母親の手が同時に動いている、また、息子があくびをしたり、よそ見や居眠りをしたりしている間も正確に文字盤を指している、「混沌の中」などの語彙や淀みのない丁寧体の言葉遣いといった文章の内容が11歳の子供のものとは思えない、など不自然な場面が多々見られるという指摘がなされ、「母親が少年の手を動かして文字盤を指させているのではないか」「ドーマン法は本当に効くのか」という疑問が沸き起こった。こうした経緯から、インターネットを中心にその内容の信憑性をめぐって議論になった。この疑問を巡っては『異議あり! 「奇跡の詩人」』という批判本も出版された。批判派は、これが事実であるかどうか確認するために「母親が目隠しして、日木に何かを書いた紙を見せ、その後に今見たものは何かを尋ねる」などの第三者による厳密な検証をすべきだと主張している。しかし、父・貴はこうした検証を拒否しており、事実であるか疑わしい。
また両親が、まだ言葉の理解できない乳児である妹に対し、兄に「優しく触ること」などといった決まりごとを設け、それを守らなかったためにその妹を、部屋から追い出す様子も放送された。この場面に対しても、視聴者の間では「児童虐待ではないか」と問題視された。
番組に対して少なくない批判を受けたNHKは、特別に会見番組を放送するなどして「信憑性を否定する事実は無い」と広報し、番組内容に関する謝罪等は一切行わなかったが、番組制作当事者以外の専門家による意見や科学的な検証などは示さなかった。なおNHKは、この番組について、『NHKスペシャル』の番組で通常行われる再放送や海外での放送を取りやめた。日本小児科学会倫理委員会は、番組の中で紹介されているいくつかの治療方法に関して、医学的および科学的な見解から疑問を感じるとし、NHKに公開質問状を送ったが、やはり「番組作成者が間違いないと感じているので、間違いとは考えにくい」という弁明を受けた。
また、放送前日の4月27日に、講談社から日木著とされる『ひとが否定されないルール』が「NHKスペシャル大反響」の帯付きで発売され、NHKと講談社とのタイアップ疑惑も指摘された（これについてNHKは否定している）。

## 釈明放送
同年5月11日放送の『土曜スタジオパーク』内で、番組製作責任者の山元修治チーフプロデューサー(2014年現在NHK金沢放送局局長
)が「奇跡の詩人」についての説明を行った。少年が自分で文字盤を指しているように見えたので、事実であるとした。

## その後
2021年、日木流奈は一部のネットメディアにおいて母親と共に取材に応じている。それによると、母子ともに健在だという。さらに、この取材において父親および妹の所在も確認できる。